# Hermann Waibel (Unternehmer)

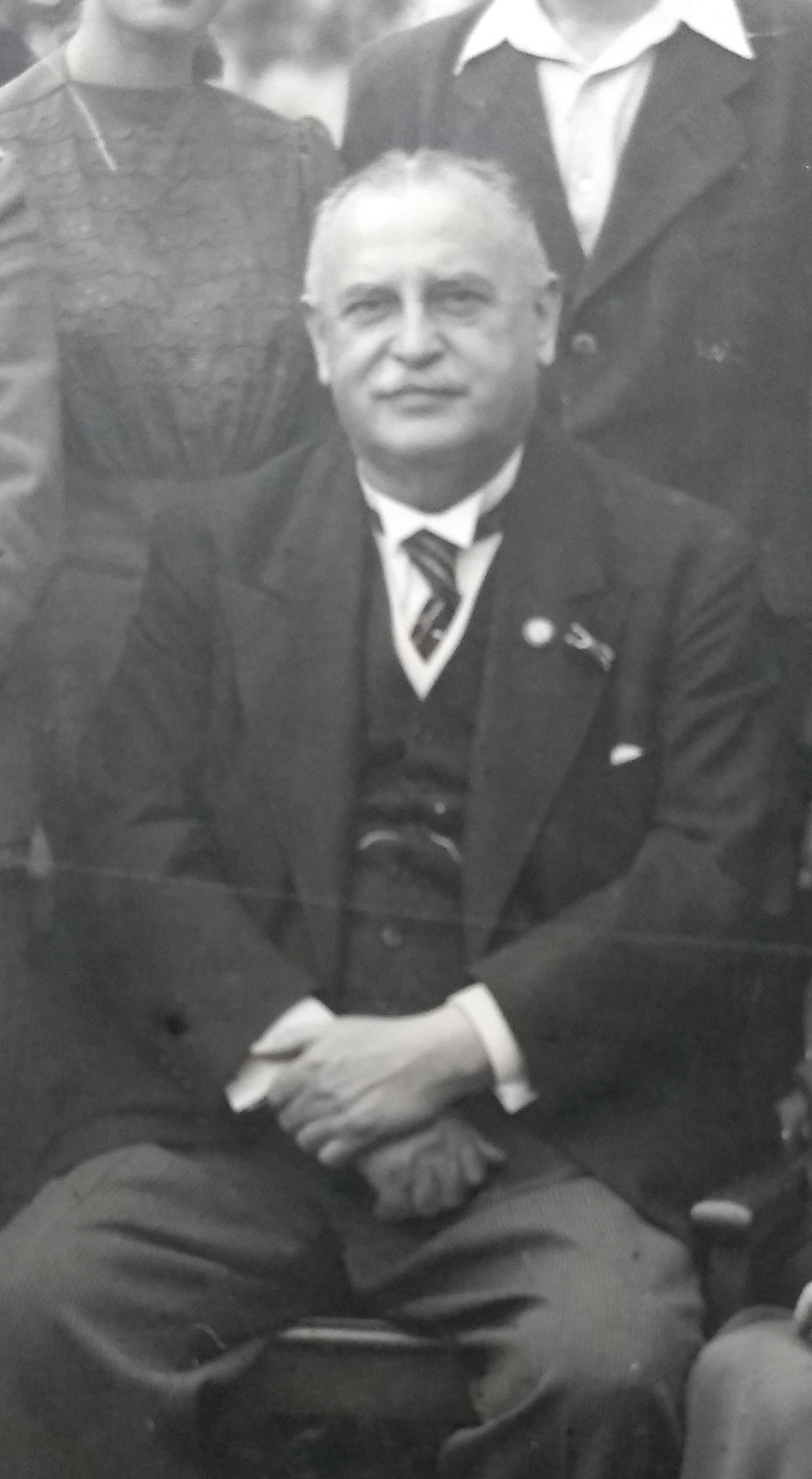
Hermann Waibel

Hermann Waibel (* 22. August 1881 in Lahr; † 22. Februar 1945 in Frankfurt/M.-Höchst) war ein deutscher Unternehmer (Kommerzienrat), Vorstandsmitglied und Ostasienexperte der I.G. Farben.

## Leben und Wirken
Sein Vater Carl Friedrich Waibel war Gewerbegehilfe in Lahr, seine Mutter mit dem Namen Magdalena, geb. Süttler. Mit seiner Frau Frieda Augusta Waibel, geb. Kopp, Tochter des Rektors Heinrich Kopp und der Luise Kopp, geb. Kiefer, hatte er zwei Kinder.
In Lahr besuchte er die Schule und erhält seine Ausbildung bei der Firma C.F. Dreyspring, Kartonagenfabrik, bei der er nach der Lehrzeit noch zwei Jahre als Angestellter bleibt. Zu seiner Weiterbildung ging er viereinhalb Jahre nach Antwerpen und New York und erwarb sich dort bei angesehenen Export- und Importhäusern, namentlich bei der Firma Arnold Karberg & Co., New York, Kenntnisse und Eindrücke in Bezug auf die Überseemärkte, die für seine spätere berufliche Laufbahn bestimmend waren. Am 1. Dezember 1906 trat er als Kaufmann in die BASF ein, bei der er färbetechnisch ausgebildet wurde. Anschließend stieg er ins Überseegeschäft ein: Zunächst bearbeitete er das Japan- und Chinageschäft, um später die Leitung des gesamten Exportgeschäftes der BASF nach Ost- und Südostasien, Britisch-Indien, Niederländisch-Indien, dem Nahen Orient sowie nach Afrika und Lateinamerika zu übernehmen. In den nächsten Jahren wirkte er am Aufbau dieser Abteilung mit. Ende März 1911 wurde er Prokurist bei der BASF.
Der Erste Weltkrieg sah ihn ab 1914 als Kriegsteilnehmer im Karlsruher 1. Badischen Leib-Grenadierregiment Nr. 109 an der Westfront. Beruflich ging es für ihn weiterhin nach oben, so verließ er als Leutnant der Reserve 1918 den Krieg und wurde am 1. Juli 1919 stellvertretendes Mitglied des Vorstands. Seine Expertise als Kenner des ostasiatischen Raumes erlangte er 1925 bei einem mehrmonatiger Ostasienreise und schloss dort das deutsch-japanische Handelsabkommens zwecks Exporten von BASF-Anilinfarben ab.
1926 ernannte man ihn zum stellvertretenden Vorstandsmitglied der I.G. Farben und zum Leiter der Exportabteilung Fernost für Farbstoffe. Sein Hauptgebiet waren hierbei die Fragen des Verkehrs, insbesondere des Güterverkehrs. Da die I.G. Farben als Unternehmen in bestimmten Ländern keine eigene Vertretung unter eigenen Namen errichten durfte, wurde von Hermann Waibel in Sofia, Kairo und Shanghai die Deutsche Farbenhandelsgesellschaft Waibel & Co gegründet.
Ab dem 23. Mai 1928 bekleidete er die Funktion als ordentliches Vorstandsmitglied der I.G. Farben und Mitglied des Arbeitsausschusses des Vorstands, gleichzeitig wurde er stellvertretender Vorsitzender des Farbenausschusses, Vorsitzender der Verkehr-Kommission und Mitglied des neugebildeten Kaufmännischen Ausschusses des Vorstands. Ab diesem Zeitpunkt trug er den Titel als Kommerzienrat. Im Jahre 1941 bekam er zusätzlich das Amt als Aufsichtsratsmitglied der Francolor Paris aufgetragen. Hermann Waibel setzte sich erfolgreich für Firmenangehörige ein, denen wegen ihrer jüdischen Abstammung auf Druck der NSDAP Entlassung drohte.

## Ämter
- Mitglied der IHK Ludwigshafen
- Mitglied des Außenhandelsausschusses des DIHT
- Mitglied des Reichswasserstraßenbeirats
- Mitglied des Rheinwasserstraßenbeirats
- Mitglied des Verkehrsausschusses der Reichsgruppe Industrie
- Vorsitzender des Ostasienausschusses der Reichsgruppe Industrie
- Mitglied des Geschäftsführenden Ausschusses des Ostasiatischen Vereins
- Mitglied des China-, Indischen Ausschusses und Wirtschaftsrates der Deutschen Akademie
- Mitglied der Kaiser-Wilhelm-Gesellschaft zur Förderung der Wissenschaften und anderer Organisationen
- Mitglied des Landeseisenbahnrates München
- Mitglied des Außenhandelsausschusses des Deutschen Industrie- und Handelstages in Berlin

## Wirken
Nach dem Zweiten Weltkrieg stellte die BASF ihm zu Ehren 1955 eine Büste auf. In Frankfurt/Main-Höchst benannte man die „Hermann-Waibel-Allee“ nach ihm und 1965 wurde in Leverkusen-Wiesdorf der Schlebuscher Ring in „Hermann-Waibel-Straße“ umbenannt. In Lahr gibt es den „Hermann-Waibel-Weg“.